# 第88回日劇學院賞
←第87回 - 第88回 - 第89回→
第88回日劇學院賞，針對2016年1月到3月在日本播出之冬季檔連續劇所做出的投票與評比。本季獲最優秀作品賞為NHK電視台的《阿淺來了》，且此劇共獲七項獎。

## 得獎名單

### 最優秀作品賞
1. 阿淺來了
2. 直美與加奈子
3. 追憶潸然

- 讀者票：1.家族的形式；2.怪盜 山貓 ；3.臨床犯罪學者 火村英生的推理
- 記者票：1.阿淺來了；2.直美與加奈子；3.追憶潸然
- 評審票：1.阿淺來了；2.直美與加奈子；3.東京青澀（日语：東京センチメンタル）

### 主演男優賞
1. 高良健吾（追憶潸然）
2. 龜梨和也（怪盜偵探 山貓）
3. 香取慎吾（家族的形式）

- 讀者票：1.龜梨和也（怪盜偵探 山貓）；2.香取慎吾（家族的形式）；3. 草彅剛（Specialist）
- 記者票：1.高良健吾（追憶潸然）；2.龜梨和也（怪盜偵探 山貓）；3.草彅剛（Specialist）
- 評審票：1.長瀨智也（Fragile）；2.吉田鋼太郎（東京青澀）；3.渡部篤郎（讓我稱呼岳父大人）

### 主演女優賞
1. 波瑠（阿淺來了）
2. 深田恭子（請和這個沒用的我談戀愛）
3. 廣末涼子（直美與加奈子）

- 讀者票：1.波瑠（阿淺來了）；2.深田恭子（請和這個沒用的我談戀愛）；3.堀北真希（彼岸花～警視廳搜查七課～）
- 記者票：1.波瑠（阿淺來了）；2.深田恭子（請和這個沒用的我談戀愛）；3.有村架純（追憶潸然）
- 評審票：1.波瑠（阿淺來了）；2.廣末涼子（直美與加奈子）；3.深田恭子（請和這個沒用的我談戀愛）

### 助演男優賞
1. 玉木宏（阿淺來了）
2. 藤岡靛（請和這個沒用的我談戀愛）
3. 藤岡靛（阿淺來了）

- 讀者票：1.窪田正孝（臨床犯罪學者 火村英生的推理）；2.成宮寬貴（怪盜 山貓）；3.玉木宏（阿淺來了）
- 記者票：1.玉木宏（阿淺來了）；2.藤岡靛（請和這個沒用的我談戀愛）；3.藤岡靛（阿淺來了）
- 評審票：1.玉木宏（阿淺來了）；2.藤岡靛（請和這個沒用的我談戀愛）；3.藤岡靛（阿淺來了）

### 助演女優賞
1. 高畑淳子（直美與加奈子）
2. 宮崎葵（阿淺來了）
3. 上野樹里（家族的形式）

- 讀者票：1.上野樹里（家族的形式）；2.廣瀨鈴（怪盜 山貓）；3.高畑充希（追憶潸然）
- 記者票：1.高畑淳子（直美與加奈子）；2.宮崎葵（阿淺來了） ；3.高畑充希（追憶潸然）
- 評審票：1.高畑淳子（直美與加奈子）；2.仲里依紗（逃女（日语：逃げる女））；3.高畑充希（東京青澀）

### 主題曲賞
1. 《365天紙飛機》AKB48（阿淺來了）
2. 《寄給明天的信件（日语：明日への手紙）》手嶌葵（追憶潸然）
3. 《更多》aiko（請和這個沒用的我談戀愛）

- 讀者票：1.《UNLOCK（日语：UNLOCK）》KAT-TUN（怪盜 山貓）；2.《365天紙飛機》AKB48（阿淺來了）；3.《寄給明天的信件》手嶌葵（追憶潸然）
- 記者票：1.《寄給明天的信件》手嶌葵（追憶潸然）；2.《365天紙飛機》AKB48（阿淺來了）；3.《更多》aiko（請和這個沒用的我談戀愛）
- 評審票：1.《365天紙飛機》AKB48（阿淺來了）；2.《寄給明天的信件》手嶌葵（追憶潸然）；3.《恋心》MACO（東京青澀）

### 劇本賞
1. 大森美香（阿淺來了）
2. 坂元裕二（追憶潸然）
3. 浜田秀哉（日语：浜田秀哉）（直美與加奈子）

### 導演賞
1. 西谷真一（日语：西谷真一）（阿淺來了）
2. 金井紘、葉山浩樹、品田俊介（直美與加奈子）
3. 並木道子、石井祐介、高野舞（追憶潸然）

### 特別賞
- 藤岡靛 / 五代友厚所引發的五代熱潮（阿淺來了）

## 外部連結
- 第88回日劇學院賞 （页面存档备份，存于）